# Gruppen der Bundesversammlung (Schweiz)
Die Gruppen der Bundesversammlung (französisch intergroupes parlementaires, italienisch Intergruppi parlamentari), besser bekannt als parlamentarische Gruppen (französisch Groupements parlementaires, italienisch Gruppi di interesse parlamentari) sind Zusammenschlüsse von Mitgliedern des National- und Ständerates, «welche sich für einen bestimmten Sachbereich interessieren». Parlamentarische Gruppen sind nicht zu verwechseln mit den Fraktionen der Bundesversammlung. 

## Regelungen und Tätigkeiten
Gemäss Art. 63 des Parlamentsgesetzes müssen die Gruppen allen Ratsmitgliedern offenstehen und deren Konstituierung und Mitgliederlisten müssen den Parlamentsdiensten gemeldet werden. Es gibt keine Bundesbeiträge für parlamentarische Gruppen, dafür erhalten sie, soweit möglich, administrative Arbeitserleichterungen und Sitzungszimmer. Zudem ist festgehalten, dass Parlamentarische Gruppen «nicht im Namen der Bundesversammlung auftreten» können.
Die Parlamentsdienste führen ein öffentliches Register der parlamentarischen Gruppen, welches regelmässig aktualisiert wird.
Die Anzahl gegründeter Gruppen ist sehr stark angestiegen von 51 im Jahr 2004 zu 157 im Jahr 2019. Im 20. Jahrhundert waren es noch bedeutend weniger: 1962 gab es erst 7 Gruppen, 1981 deren 19.
Inhaltlich decken sie eine sehr breite Palette von Themen ab. Die älteste und bekannteste Gruppe ist der Landwirtschaftliche Klub der Bundesversammlung, welcher seit den 1880er Jahren besteht.  Weitere Beispiele für parlamentarische Gruppen der Bundesversammlung sind die Parlamentarische Gruppe für Polizei- und Sicherheitsfragen, die Parlamentarische Gruppe für Altersfragen, oder die Parlamentarische Gruppe für die Gotthard-Alpentransversale.
Die stark steigende Anzahl neu gegründeter Gruppen von 51 im Jahr 2004 auf 157 im Jahr 2019 führte vor allem bei Auslandsreisen von Parlamentariern zu Unklarheiten und Problemen. Obwohl die Gruppen laut Parlamentsgesetz keine offiziellen Organe der Bundesversammlung sind, wurden sie im Ausland oft als offizielle Vertretungen der Schweiz wahrgenommen. Im Jahr 2019 haben die Büros des National- und Ständerates deshalb präzisierende Richtlinien erlassen. Darin wird unterschieden zwischen "parlamentarische Gruppen, die sich einem Sachbereich widmen und parlamentarische Gruppen, die Beziehungen zu anderen Ländern bzw. Ländergruppen, Regionen oder Bevölkerungsgruppen pflegen (sog. «Freundschaftsgruppen»)". Dazu werden zwei separate Listen geführt.

## Wahrnehmung im Ausland
Obwohl die Gruppen laut Parlamentsgesetz kein offizielles Organ der Bundesversammlung sind, werden sie im Ausland oft als offizielle Vertreter der Schweiz wahrgenommen.